# Adam (Orlické hory)
Adam (německy Adamsberg) je nejvyšší vrchol Mladkovské vrchoviny, která je geomorfologickým podcelkem Orlických hor. Hora Adam leží v okrese Ústí nad Orlicí v Pardubickém kraji, zhruba 800 metrů jižně od obce České Petrovice a necelé 2 km vzdušnou čarou směrem na západ od hraničního přechodu Mladkov-Petrovičky / Kamienczyk.

## Poloha
Adam se nachází nedaleko polských hranic mezi obcemi České Petrovice a Mladkov asi 11,5 km západně od města Králíky a asi 10 km východně od města Žamberku. Je nejvyšším vrcholem prostřední a zároveň nejnižší části Orlických hor, Mladkovské vrchoviny i jejího okrsku Pastvinské vrchoviny. Svahy Adamu jsou prudké téměř na všech stranách, pouze na severovýchodě na něj navazuje krátký hřeben. Ten Adam i celou Mladkovskou vrchovinu spojuje se sousední horou Kamyk, ležící již v Polsku.

## Vodstvo
Svahy Adamu jsou odvodňovány levými přítoky Divoké Orlice. Na severní straně se jedná o Orličku a na jihu o Vítanovský potok.

## Vegetace
Vrcholová partie je součástí lesního pásu táhnoucího se od Adamu jihozápadním směrem. Na ostatních svazích se pod vrcholovým lesem vyskytují louky. Jejich existence umožňuje daleké výhledy na okolní horstva alespoň od spodní hranice lesa.

## Komunikace a turistické trasy
Z Pastvin stoupá údolím Vítanovského potoka dnes asfaltová pevnostní silnice vybudovaná v druhé polovině třicátých let kvůli zásobování dělostřelecké tvrze Adam. Silnice původně končila na jižním svahu u vchodového objektu dělostřelecké tvrze, později byla z vojenských důvodů prodloužena dále po jižním svahu hory dál na severozápad k silnici II/311. Komunikace vede přes vojenský prostor a není přístupná veřejnému provozu. Po jihovýchodním svahu hory mimo vojenský prostor prochází červeně značená trasa 0416 od Zemské brány do Nekoře.

## Stavby

### Československé opevnění
Pod vrcholem Adamu se nachází podzemní systém stejnojmenné dělostřelecké tvrze. Její objekty, jakož i další objekty těžkého i lehkého opevnění byly před druhou světovou válkou vybudovány proti tehdejšímu Německu a táhnou se přes vrchol Adamu v pásu od jihovýchodu na severozápad. Tvrz je dodnes využívána Armádou České republiky, proto je prostor okolo vchodového objektu nepřístupný. Dříve rovněž uzavřený vrcholový prostor je v současnosti již ale přístupný. V původně uzavřeném prostoru byly po válce vybudovány i další vojenské stavby včetně stožárového vedení 22 kV na východním svahu.

### Ostatní stavby
Na severním svahu Adamu nad Českými Petrovicemi stojí kaple Nanebevzetí Panny Marie, která náleží do římskokatolické farnosti Klášterec nad Orlicí. V blízkosti kaple se nachází lyžařská sjezdovka s vlekem. Další sjezdovka s vlekem se nachází na východním svahu hory nad Petrovičkami.